# Lista de ganhadores do Prêmio Jabuti
Lista de ganhadores do Prêmio Jabuti separados por categoria e por ano. A premiação contempla obras produzidas no ano anterior ao do julgamento e entrega do prêmio

## Categorias atuais
- Artes
- Capa
- Ciências Humanas
- Conto
- Crônica
- Histórias em Quadrinhos
- Ilustração
- Infantil
- Juvenil
- Poesia
- Projeto Gráfico
- Romance Literário
- Tradução

### Biografia, Documentário e Reportagem
A categoria "Biografia, Documentário e Reportagem" foi criada em 2019 a partir da ampliação do escopo da categoria "Biografia" (que foi uma categoria única de 2006 a 2018), passando a incluir livros-reportagem e documentários, que eram parte da categoria "Reportagem e Documentário" de 2015 a 2017 e da categoria "Humanidades" em 2018. Antes da categoria atual e das citadas anteriormente, esses temas ainda fizeram parte de: "Biografia e/ou Memórias" (1963 - 1986), "Reportagem" (1993 - 2014), "Ensaio e Biografia" (1998 - 2001) e "Reportagem e Biografia" (2002 - 2005).
| Ano  | Vencedor(a)      | Obra                                                                                                   | Editora              | Outros finalistas | Nota(s)     |
| ---- | ---------------- | --- | -------------------- | --- | ----------- |
| 2019 | Joselia Aguiar   | Jorge Amado: uma biografia                                                                             | Todavia              | - A guerra: a ascensão do PCC e o mundo do crime no Brasil (Bruno Paes Manso e Camila Nunes Dias / editora Todavia) - À sombra dos viadutos em flor (Cadão Volpato / editora SESI-SP) - Borboletas e Lobisomens (Hugo Studart / editora Francisco Alves) - Carolina: uma biografia (Tom Farias / editora Malê) - O livro de Jô: uma autobiografia desautorizada - volume 2 (Jô Soares e Matinas Suzuki Jr. / editora Companhia das Letras) - O Tiradentes: uma biografia de Joaquim José da Silva Xavier (Lucas Figueiredo / editora Companhia das Letras) - Paletó e eu: memórias de meu pai indígena (Aparecida Vilaça / editora Todavia) - Povo xambá resiste: 80 anos da repressão aos terreiros em Pernambuco (Marileide Alves / editora Cepe) - Wander Piroli: uma manada de búfalos dentro do peito (Fabrício Marques / editora Conceito) | [ 4 ] [ 5 ] |
| 2020 | Laurentino Gomes | Escravidão, Vol. I – do primeiro leilão de cativos em Portugal até a morte de Zumbi dos Palmares       | Globo Livros         | - Em Busca da Alma Brasileira: Biografia de Mário de Andrade (Jason Tércio / editora Sextante, selo Estação Brasil) - Metrópole à Beira-Mar: o Rio Moderno dos Anos 20 (Ruy Castro / editora Companhia das Letras) - O Reino: a História de Edir Macedo e uma Radiografia da Igreja Universal (Gilberto Nascimento / editora Companhia das Letras) - Raul Seixas: Não Diga que a Canção Está Perdida (Jotabê Medeiros / editora Todavia) |             |
| 2021 | Bruno Paes Manso | A república das milícias: Dos esquadrões da morte à era Bolsonaro                                      | Todavia              | |             |
| 2022 | Laurentino Gomes | Escravidão, Vol. II – doa corrida do ouro em Minas Gerais até a chegada da corte de dom João ao Brasil | Globo Livros         | |             |
| 2023 | Fábio Victor     | Poder Camuflado: os militares e a política, do fim da ditadura à aliança com Bolsonaro                 | Companhia das Letras | |             |
| 2024 | Betina Anton     | Baviera tropical                                                                                       | Todavia              | - A torre (Luiza Villaméa / Companhia das Letras) - Baviera tropical (Betina Anton / Todavia) - Milicianos: como agentes formados para combater o crime passaram a matar a serviço dele (Rafael Soares / Objetiva) - O girassol que nos tinge: uma história das Diretas Já, o maior movimento popular do Brasil (Oscar Pilagallo / Fósforo) - Traficantes evangélicos: quem são e a quem servem os novos bandidos de Deus (Viviane Costa / GodBooks e Thomas Nelson Brasil) |             |

### Ciências
A categoria "Ciências" foi criada em 2018, após uma grande reformulação no Prêmio Jabuti, com o objetivo de incluir todas as obras de divulgação do pensamento científico que antes eram contempladas em diferentes categorias da premiação, tais como: Ciências Exatas; Ciências da Natureza, Meio Ambiente e Matemática; Engenharia, Tecnologias e Informática; Ciências da Saúde e Medicina; Psicologia, Psicanálise e Comportamento. Esta categoria não deve ser confundida com a categoria "Ciências (Tecnologia)", premiada entre 1978 e 1989, que possuía um escopo diferente.
| Ano  | Vencedor(a)                        | Obra                                                                         | Editora  | Outros finalistas | Nota(s)     |
| ---- | ---------------------------------- | ---------------------------------------------------------------------------- | -------- | --- | ----------- |
| 2018 | Adalberto Ramon Valderrama Gerbasi | As Maravilhosas Utilidades da Geometria: da pré-história à era espacial      | PUCPRESS | - A abelha jandaíra no passado, no presente e no futuro (Vera Lucia Imperatriz Fonseca, Dirk Koedam, Michael Hrncir, Paulo Roberto Menezes, Airton Torres Carvalho, Albeane Guimarães Silva, Amanda Aparecida Castro Limão, Amia Carina Spineli, Andre Luis Acosta, Antonio Mauro Saraiva, Carlos Alfredo Lopes de Carvalho, Carlos Antonio Lira Felipe Neto, Carolina de Gouveia Mendes da Escossia Pinheiro, Celso Feitosa Martins, Claudia Inês da Silva, Cristiano Menezes, Felipe Oliveira Nunes, Fernando Cesar Vieira Zanella, Francisco das Chagas Carvalho, Geovan. F. de Sá Filho, Isac Gabriel Abrahão Bomfim, Jean Berg Alves da Silva, Juan Manoel Rosso Lodono, Leandro Reveberi Tambosi, Lilane Sampaio Rêgo, Marcela M. Barbosa, Marcia Maria Correa Rego, Marilda Cortopassi Laurino, Marina Siqueira de Castro, Nathaniel Pope, Noeide da Silva Ferreira, Patricia Maia Correia de Albuquerque, Rafael S. Pinto, Rodolfo Jaffe Ribbi, Rogerio M. O Alves, Selma Carvalho, Sheina Koffller, Tereza Cristina Giannini, Tertuliano Aires Neto, Ulysses Madureira Maia e Vinício Heidy da Silva Teixeira Souza / Edufersa) - Bioética e a violência contra a mulher - Um debate recorrente entre profissionais da Saúde e do Direito (Janice Caron Nazareth, Reinaldo Ayer de Oliveira e Nadir Eunice Valverde Barbato de Prates / editora CREMESP) - Brasil saúde amanhã: complexo econômico-industrial da saúde (Telma Ruth Pereira, Paulo Gadelha, José Carvalho de Noronha e Carlos Augusto Grabois Gadelha / editora Fiocruz) - Capitalismo, ciência e natureza: do ideário iluminista do progresso à crise ambiental contemporânea (Rodrigo de Souza Ferreira / independente) - Direitos Humanos e Meio Ambiente: minorias ambientais (Gabriela Soldano Garcez, Fernando Cardozo Fernandes Rei e Liliana Lyra Jubilut / editora Manole) - Neuroanatomia Clínica e Funcional (Geraldo Pereira Jotz, Antônio Carlos Huf Marrone, Marco Antônio Stefani, Jorge Junqueira Bizzi e Mauro Guidotti Aquini / editora Elsevier) - Nutrição e saúde pública: produção e consumo de alimentos (Elizabeth Ap. F. da Silva Torres e Flavia Mori Sarti / editora Manole) - Paisagens e Plantas de Carajás / Landscapes and Plants of Carajás (Daniela C. Zappi / independente) - Química em 50 Ensaios (Ljubica Tasić / editora Átomo) | [ 7 ] [ 8 ] |
| 2019 | Ivair Gontijo                      | A caminho de Marte: a incrível jornada de um cientista brasileiro até a NASA | Sextante | - Ciência e pseudociência: por que acreditamos apenas naquilo em que queremos acreditar (Ronaldo Pilati / editora Contexto) - Ciência para educação: uma ponte entre dois mundos (Augusto Buchweitz, Mailce Borges Mota e Roberto Lent / editora Atheneu) - Geofísica: uma breve introdução (Fernando Brenha Ribeiro e Eder Cassola Molina / Edusp) - Hipnotizados: o que os nossos filhos fazem na internet e o que a internet faz com eles (Brenda Fucuta / editora Objetiva/Companhia das Letras) - Inteligência artificial aplicada: uma abordagem introdutória (Luciano Frontino de Medeiros / editora InterSaberes) - Plasticidade cerebral e aprendizagem: abordagem multidisciplinar (Newra Tellechea Rotta, Cesar Augusto Nunes Bridi Filho e Fabiane Romano de Souza Bridi / editora Artmed) - Remanescentes da Mata Atlântica: a floresta original e suas grandes árvores (Ricardo Cardim / editora Olhares) - Transexualidade: o corpo entre o sujeito e a ciência (Marco Antonio Coutinho Jorge e Natália Pereira Travassos Reis / editora Zahar) - Zoogeografia do Brasil: a fauna, a paisagem e as organizações espaciais (Roberto Marques Neto / editora CRV) | [ 4 ] [ 5 ] |

### Ciências Sociais
A categoria "Ciências Sociais" foi criada em 2020 a partir da divisão da categoria "Humanidades" em duas diferentes categorias (a outra, foi "Ciências Humanas"). Segundo os organizadores, essa alteração foi necessária porque "Humanidades" tinha sido a categoria com o maior número de inscritos nos últimos anos, o que dificultava o trabalho dos jurados.

### Economia Criativa
A categoria "Economia Criativa" foi criada em 2018, ano em que o Prêmio Jabuti sofreu uma grande reformulação voltada, entre outras coisas, à redução da quantidade de categorias. Segundo o regulamento, esta categoria inclui "livros que apresentem e/ou discutam negócios ou ações econômicas que partam do capital intelectual e cultural e da criatividade e inovação para promover a diversidade cultural e o desenvolvimento humano e, principalmente, produzir valor econômico, gerando renda, criando empregos e receita nas áreas de Moda, Publicidade, Gastronomia, Hotelaria, Turismo, Entretenimento, Lazer, Cidades e Patrimônios, Games, Aplicativos e outras mídias digitais".
| Ano  | Vencedor(a)           | Obra                                                                    | Editora                              | Outros finalistas | Nota(s)     |
| ---- | --------------------- | ----------------------------------------------------------------------- | ------------------------------------ | --- | ----------- |
| 2018 | Didier Dias de Moraes | Design de Capas do Livro Didático: a Editora Ática nos Anos 1970 e 1980 | Editora da Universidade de São Paulo | - "Ninguém é Perfeito e a Vida é Assim": a música Brega em Pernambuco (Thiago Soares / independente) - Coleção CEGOV - Atlas Econômico da Cultura Brasileira – metodologia I & II (Leandro Valiati e Ana Letícia do Nascimento Fialho / Editora da UFRGS) - Era o hotel Cambridge: arquitetura, cinema e educação (Carla Dias Caffé Alves / editora Sesc São Paulo) - Jingle é a alma do negócio: a história e as histórias das músicas de propaganda e de seus criadores (Fábio Barbosa Dias / editora Panda Books) - Manual de Inovanças - Criações à Brasileira (Eduardo Carvalho, Leonardo Menezes, Emanuel Alencar, Amarilis Lage, Luiz Alberto Oliveira, Meghie Rodrigues e Davi Bonela / Instituto de Desenvolvimento e Gestão - Museu do Amanhã) - Poder suave (Soft power) (Franthiesco Ballerini / editora Summus) - Serra da Canastra: Refúgio das Aves do Cerrado (Alessandro Abdala / independente) - Viagens, Vinhos, História (Milton Mira de Assumpção Filho / editora M.Books do Brasil) - Xingu - Histórias dos Produtos da Floresta (André Villas-Bôas e Rodrigo Gravina Prates Junqueira / Instituto Socioambiental (ISA)) | [ 7 ] [ 8 ] |
| 2019 | Marcus Nakagawa       | 101 dias com ações mais sustentáveis para mudar o mundo                 | Editora Labrador                     | - (Re)pensando a economia criativa: desenvolturas empreendedoras no Brasil e em Portugal (Israel Jorge / editora Sebrae) - Empreendedorismo social e inovação social no contexto brasileiro (James Marins, Mari Regina Anastacio e Paulo R. A. Cruz Filho / editora Pucpress) - LYdereZ (Pedro Salomão / editora Best Business) - Mude ou morra: tudo que você precisa saber para fazer crescer seu negócio e sua carreira na nova economia (Renato Mendes e Roni Cunha Bueno / editora Planeta) - Porque criei a Gastronomia Periférica (Edson Leite / editora Inova) - Sociedade.com: Como as tecnologias digitais afetam quem somos e como vivemos (Abel Reis / editora Arquipélago) - Uma vida sem lixo: guia para reduzir o desperdício na sua casa e simplificar a vida (Cristal Muniz / editora Alaúde) - Viva o fim: almanaque de um novo mundo (André Carvalhal / editora Paralela/Companhia das Letras) - Você, eu e os robôs: pequeno manual do mundo digital (Martha Gabriel / editora GEN | [ 4 ] [ 5 ] |

### Fomento à Leitura
Em 2018, foi criada a categoria "Formação de Novos Leitores", com o objetivo de premiando ações, projetos e iniciativas que despertem e sustentem o interesse pela leitura. No ano seguinte, o nome da categoria foi alterado para "Fomento à Leitura", ampliando seu escopo também para atividades de promoção da Leitura. Segundo o regulamento, o prêmio é outorgado à pessoa física ou jurídica responsável pela ação, projeto ou iniciativa vencedor.
| Ano  | Vencedor(a)                    | Ação/Projeto/Iniciativa                         | Instituição | Outros finalistas | Nota(s)     |
| ---- | ------------------------------ | ----------------------------------------------- | ----------- | --- | ----------- |
| 2018 | Ingrid de Mello Vorsatz        | Psicanálise e literatura - Freud e os clássicos |             | - BiblioArte LAB - Laboratório Comunitário de Inovação em Formação de Leitores (Aluísio Cavalcante) - Calangos Leitores (Claudine Maria Diniz Duarte) - Ler Antes de Morrer, canal do YouTube (Isabella Lubrano Paes Manso) - O Prazer da Leitura Mais Perto de Você (Marli Fernandes) - Projeto BiblioSesc (Sesc São Paulo) - Revista Tertúlia (Patrícia Silva Rosas de Araújo) - Semana Senac de Leitura (Serviço Nacional de Aprendizagem Comercial – SENAC) - Transversalidades (Andrey do Amaral) - Você é o que lê (Evelyne Lessa Cezar Santos)                           | [ 7 ] [ 8 ] |
| 2019 | Dianne Cristine Rodrigues Melo | Leia para uma Criança                           | Itaú Social | - 3º Semana Senac de leitura (Serviço Nacional de Aprendizagem Comercial - Senac) - Caixa de cultura (Rosana Firmino de Araújo Gutierrez / Serviço Social da Indústria - SESI-SP) - Domínio ao público (Ricardo Giassetti / Instituto Mojo) - Ler antes de morrer, canal no YouTube (Isabella Lubrano) - Pegaí leitura grátis (Idomar Augusto Cerutti) - Poesia contra a violência (Sérgio Vaz / Pensamentos Vadios) - Projeto BiblioSesc (Sesc São Paulo) - Rede LiteraSampa (Mara Esteves Costa) - Sarau do Binho e suas ações de incentivo à leitura (Suzi de Aguiar Soares) | [ 4 ] [ 5 ] |

### Livro Brasileiro Publicado no Exterior
A categoria "Livro Brasileiro Publicado no Exterior" foi criada em 2017 com o objetivo de premiar livros de autores brasileiros publicados no exterior em primeira edição no ano anterior à da edição do Prêmio Jabuti. Esta categoria não premia o autor do livro: o troféu é entregue à editora estrangeira que comprou e publicou em primeira edição o livro brasileiro no exterior e também à editora brasileira que vendeu os direitos autorais desse livro. Em 2017, os três primeiros colocados foram considerados vencedores do Prêmio Jabuti e receberam o troféu. A partir de 2018, apenas o primeiro colocado passou a ser considerado vencedor da categoria.
| Ano  | Editoras vencedoras                                         | Editoras vencedoras                                               | Obra                                     | Autor(a)        | Outros finalistas | Nota(s)       |
| ---- | ----------------------------------------------------------- | ----------------------------------------------------------------- | ---------------------------------------- | --------------- | --- | ------------- |
| 2017 | 1º                                                          | Penguin Random House UK Reino Unido · Companhia das Letras Brasil | A Cup Of Rage (Um Copo de Cólera)        | Raduan Nassar   | - Penguin Random House UK (Ancient tilage / Raduan Nassar) - Oliver Print (Atención al nacimiento humanizado – Basado en evidencias científicas / Hugo Sabatino) - Penguin Random House (Brasil – Una biografia / Lilia Moritz Schwarcz e Heloisa Murgel Starling) - Rebis (Broda Zalana Krwia / Daniel Galera) - Hueders (El vuelo de madrugada / Sérgio Sant'anna) - Libri Kiadó (Vég / Fernanda Torres) - Rebis (Xangô z Baker Street / Jô Soares) | [ 12 ] [ 13 ] |
| 2017 | 2º                                                          | Dalkey Archive Press Estados Unidos · Editora Record Brasil       | Enigmas of Spring (Enigmas da Primavera) | João Almino     | - Penguin Random House UK (Ancient tilage / Raduan Nassar) - Oliver Print (Atención al nacimiento humanizado – Basado en evidencias científicas / Hugo Sabatino) - Penguin Random House (Brasil – Una biografia / Lilia Moritz Schwarcz e Heloisa Murgel Starling) - Rebis (Broda Zalana Krwia / Daniel Galera) - Hueders (El vuelo de madrugada / Sérgio Sant'anna) - Libri Kiadó (Vég / Fernanda Torres) - Rebis (Xangô z Baker Street / Jô Soares) | [ 12 ] [ 13 ] |
| 2017 | 3º                                                          | De Bezige Bij Países Baixos · Companhia das Letras Brasil         | Mijn Duitse Broer (O Irmão Alemão)       | Chico Buarque   | - Penguin Random House UK (Ancient tilage / Raduan Nassar) - Oliver Print (Atención al nacimiento humanizado – Basado en evidencias científicas / Hugo Sabatino) - Penguin Random House (Brasil – Una biografia / Lilia Moritz Schwarcz e Heloisa Murgel Starling) - Rebis (Broda Zalana Krwia / Daniel Galera) - Hueders (El vuelo de madrugada / Sérgio Sant'anna) - Libri Kiadó (Vég / Fernanda Torres) - Rebis (Xangô z Baker Street / Jô Soares) | [ 12 ] [ 13 ] |
| 2018 | Restless Books Estados Unidos · Companhia das Letras Brasil | Restless Books Estados Unidos · Companhia das Letras Brasil       | The End (Fim)                            | Fernanda Torres | - Companhia das Letras e Editions Buchet/Chastel (A maçã envenenada / Michel Laub) - Companhia das Letras e Kafka Kitap (Diário da queda / Michel Laub) - Companhia das Letras e Penguin Books USA (Mãos de cavalo / Daniel Galera) - Editora Positivo e Tilbury House Editores (O Barco dos Sonhos / Rogério Coelho) - Panda Books e Anacaona Éditions (O livreiro do alemão / Otávio Júnior) - Autêntica Editora e Éditions Sarbacane (Quando tudo começou: Bruna Vieira em quadrinhos / Bruna Vieira) | [ 7 ] [ 8 ]   |
| 2019 | Charco Press Reino Unido · Companhia das Letras Brasil      | Charco Press Reino Unido · Companhia das Letras Brasil            | Resistance (A resistência)               | Julián Fuks     | - Boitempo Editorial e El Viejo Topo (A verdade vencerá / Luiz Inácio Lula da Silva) - Companhia das Letras e Penguin Random House UK/Allen Lane (Brasil - Uma biografia / Lilia Moritz Schwarcz e Heloisa Murgel Starling) - FTD S.A e Little Island Books Limited (Gente de cor, cor de gente / Mauricio Negro) - Companhia das Letras e Suhrkamp Verlag (Meia-noite e vinte / Daniel Galera) - Melhoramentos e Pushkin Press (Meu Pé de Laranja Lima / José Mauro de Vasconcelos) - Companhia das Letras e Éditions Métailié (Simpatia pelo demônio / Bernardo Carvalho) - DSOP e Porto (Terapia financeira: realize seus sonhos com educação financeira / Reinaldo Domingos) | [ 4 ] [ 5 ]   |

### Romance de Entretenimento
A categoria "Romance de Entretenimento" foi criada em 2020 com o objetivo de permitir que obras da chamada "ficção de gênero" ou "ficção comercial" pudessem ter chance de receber destaque no Jabuti, já que costumavam ser desconsideradas em detrimento da "ficção literária". Com a criação desta nova categoria, houve mudança de nome da categoria "Romance" para "Romance Literário", sendo a principal diferença entre as duas, de acordo com o regulamento, é que o júri de "Romance Literário" avalia "as qualidades do texto, privilegiando a forma, a arte literária", enquanto o júri de "Romance de Entretenimento", avalia "as qualidades do enredo, privilegiando o conteúdo, a trama". Contudo, a decisão de em qual categoria o livro será inscrito cabe à editora ou autor que fizer a inscrição.

## Categorias extintas
- Adaptação
- Amigo do Livro
- Arquitetura e Urbanismo
- Arquitetura, Urbanismo, Artes e Fotografia
- Arquitetura e Urbanismo, Comunicação e Artes
- Arquitetura e Urbanismo, Fotografia, Comunicação e Artes
- Artes e Fotografia
- Autor Revelação
- Autor Revelação de Livro Infantil ou Juvenil
- Biografia
- Biografia e/ou Memórias
- Ciências (Tecnologia)
- Ciências da Natureza, Meio Ambiente e Matemática
- Ciências da Saúde
- Ciências Exatas
- Ciências Exatas e Tecnologia
- Ciências Exatas, Tecnologia e Informática
- Ciências Exatas, Tecnologia, Informática, Economia, Administração, Negócios e Direito
- Ciências Humanas e Educação
- Ciências Naturais
- Ciências Naturais e Ciências da Saúde
- Ciências Naturais e Medicina
- Comunicação
- Contos e Crônicas
- Contos / Crônicas / Novelas
- Crítica e/ou Noticiário Literário (Jornais)
- Crítica e/ou Noticiário Literário (Rádio)
- Crítica e/ou Noticiário Literário (Revista)
- Didático de Ensino Fundamental e Médio
- Didático e Paradidático
- Direito
- Economia, Administração e Negócios
- Economia, Administração, Negócios e Direito
- Economia, Administração, Negócios, Turismo, Hotelaria e Lazer
- Educação
- Educação e Pedagogia
- Educação e Psicologia
- Educação, Psicologia e Psicanálise
- Engenharias, Tecnologias e Informática
- Ensaio
- Ensaio e Biografia
- Estudos Literários (Ensaios)
- Fotografia
- Prêmio Jabuti -Gastronomia
- História Literária
- Humanidades
- Ilustração de Livro Infantil ou Juvenil
- Ilustração Infantil
- Impressão
- Infantil Digital
- Infantil e Juvenil
- Literatura Adulta (autor revelação)
- Livro de Arte
- Poesia - Especial
- Produção Editorial
- Produção Editorial Infantil e/ou Juvenil
- Produção Editorial Infantil
- Produção Editorial Livro Texto
- Produção Editorial (Obra Avulsa)
- Produção Editorial (Obra Coleção)
- Projeto/Produção editorial
- Psicologia e Psicanálise
- Psicologia, Psicanálise e Comportamento
- Religião
- Reportagem
- Reportagem e Biografia
- Reportagem e Documentário
- Teatro
- Tecnologia e Informática
- Teoria Literária e Linguística
- Teoria/Crítica Literária
- Teoria/Crítica Literária, Dicionários e Gramáticas
- Tradução de Obra Científica
- Tradução de Obra de Ficção Alemão-Português
- Tradução de Obra Literária Espanhol-Português
- Tradução de Obra Literária Francês-Português
- Tradução de Obra Literária Inglês-Português
- Turismo e Hotelaria

### Categoria Contos e Crônicas
De 1959 a 1995, a categoria era nomeada Contos/Crônicas/Novelas. Em 1996, foi renomeada para Contos. Em 1998, foi novamente renomeada, dessa vez, para Contos e Crônicas. Em 2018 foi dividida nas categorias Conto e Crônica.
| Ano                                       | Obra                                                                    | Autor                                       | Ref.   |
| 1959                                      | Água Preta                                                              | Jorge Medauar                               | [ 15 ] |
| 1960                                      |                                                                         |                                             |        |
| Novelas Nada Exemplares (Contos)          | Dalton Trevisan                                                         | [ 16 ]                                      |        |
| Os Caminhantes de Santa Luzia (Novelas)   | Ricardo Ramos                                                           | [ 16 ]                                      |        |
| 1961                                      | Laços de Família                                                        | Clarice Lispector                           | [ 17 ] |
| 1962                                      | Os Desertos                                                             | Ricardo Ramos                               | [ 18 ] |
| 1963                                      | Passe as Férias em Nassau                                               | Julieta de Godoy Ladeira                    | [ 19 ] |
| 1964                                      | Malagueta, Perus e Bacanaço                                             | João Antonio                                | [ 20 ] |
| 1965                                      | Cemitério de Elefantes                                                  | Dalton Trevisan                             | [ 21 ] |
| 1966                                      | O Jardim Selvagem                                                       | Lygia Fagundes Telles                       | [ 22 ] |
| 1967                                      | Veranico de Janeiro                                                     | Bernardo Elis                               | [ 23 ] |
| 1968                                      | O Enterro da Cafetina                                                   | Marcos Rey                                  | [ 24 ] |
| 1969                                      | Corrente de um Elo Só                                                   | Maria Cecília Caldeira                      | [ 25 ] |
| 1970                                      | Lucia McCartney                                                         | Rubem Fonseca                               | [ 26 ] |
| 1971                                      | Matar um Homem                                                          | Ricardo Ramos                               | [ 27 ] |
| 1972                                      | A Coleira de Peggy                                                      | Holdemar Menezes                            | [ 28 ] |
| 1973                                      | O Fim de Tudo                                                           | Luiz Vilela                                 | [ 29 ] |
| 1974                                      | Inquieta Viagem no Fundo do Poço                                        | Elias José                                  | [ 30 ] |
| 1975                                      | O Casarão                                                               | Caio Porfírio Carneiro                      | [ 31 ] |
| 1976                                      | Canção para Totem                                                       | Regina Célia Colônia                        | [ 32 ] |
| 1977                                      | O Homem Vermelho                                                        | Domingos Pellegrini                         | [ 33 ] |
| 1978                                      | Hora Inclinada                                                          | Hermann José Reipert                        | [ 34 ] |
| 1979                                      | Os Venenos de Lucrécia                                                  | Sônia Coutinho                              | [ 35 ] |
| 1980                                      | As Marcas do Real                                                       | Modesto Carone                              | [ 36 ] |
| 1981                                      | De Jogos e Festas                                                       | José J. Veiga                               | [ 37 ] |
| 1982                                      | Imaginações Pecaminosas                                                 | Autran Dourado                              | [ 38 ] |
| 1983                                      | O Concerto de João Gilberto no Rio de Janeiro                           | Sérgio Sant'Anna                            | [ 39 ] |
| 1984                                      | O Triângulo das Águas                                                   | Caio Fernando Abreu                         | [ 40 ] |
| 1985                                      | O Pêndulo do Relógio                                                    | Charles Kiefer                              | [ 41 ] |
| 1986                                      | Amazônia                                                                | Sérgio Sant'Anna                            | [ 42 ] |
| 1987                                      | Não há registro de premiação para este ano.                             | Não há registro de premiação para este ano. | [ 43 ] |
| 1988                                      | O Olho Enigmático                                                       | Moacyr Scliar                               | [ 44 ] |
| 1989                                      | Os Dragões não Conhecem o Paraíso                                       | Caio Fernando Abreu                         | [ 45 ] |
| 1990                                      | Malthus                                                                 | Diogo Mainardi                              | [ 46 ] |
| 1991                                      | Mínimo Múltiplo Comum                                                   | Rosa Amanda Strauz                          | [ 47 ] |
| 1992                                      | Não há registro de premiação para este ano.                             | Não há registro de premiação para este ano. | [ 48 ] |
| 1993                                      |                                                                         |                                             |        |
| Guardador                                 | João Antonio                                                            | [ 49 ]                                      |        |
| O Elo Partido e Outras Histórias          | Otto Lara Rezende                                                       | [ 49 ]                                      |        |
| Terceira Perna                            | Vilma Arêas                                                             | [ 49 ]                                      |        |
| Um Outro Olhar                            | Charles Kiefer                                                          | [ 49 ]                                      |        |
| 1994                                      |                                                                         |                                             |        |
| Coroa de Orquídeas                        | Nelson Rodrigues                                                        | [ 50 ]                                      |        |
| O Último Mamífero do Martinelli           | Marcos Rey                                                              | [ 50 ]                                      |        |
| Rútilo Nada                               | Hilda Hilst                                                             | [ 50 ]                                      |        |
| 1995                                      |                                                                         |                                             |        |
| Ah, É?                                    | Dalton Trevisan                                                         | [ 51 ]                                      |        |
| Arca Sem Noé - História do Edifício Copan | Regina Rheda                                                            | [ 51 ]                                      |        |
| O Museu Darbot e Outros Mistérios         | Victor Giudice                                                          | [ 51 ]                                      |        |
| 1998                                      |                                                                         |                                             |        |
| Menina a Caminho                          | Raduan Nassar                                                           | [ 52 ]                                      |        |
| Nem Todo Canário é Belga                  | Flávio Moreira da Costa                                                 | [ 52 ]                                      |        |
| Troços e Destroços                        | João Silvério Trevisan                                                  | [ 52 ]                                      |        |
| 1999                                      |                                                                         |                                             |        |
| Antologia Pessoal                         | Charles Kiefer                                                          | [ 53 ]                                      |        |
| As Palavras Secretas                      | Rubens Figueiredo                                                       | [ 53 ]                                      |        |
| Bolha de Luzes                            | João Inácio Padilha                                                     | [ 53 ]                                      |        |
| 2000                                      | As Sombrias Ruínas da Alma                                              | Raimundo Carrero                            | [ 54 ] |
| 2001                                      | Invenção e Memória                                                      | Lygia Fagundes Telles                       | [ 55 ] |
| 2002                                      | Livro Aberto                                                            | Fernando Sabino                             | [ 56 ] |
| 2003                                      | Pequenas Criaturas                                                      | Rubem Fonseca                               | [ 57 ] |
| 2004                                      | O Vôo da Madrugada                                                      | Sérgio Sant'Anna                            | [ 58 ] |
| 2005                                      | Urgente é a Vida                                                        | Alcione Araújo                              | [ 59 ] |
| 2006                                      | Contos Negreiros                                                        | Marcelino Freire                            | [ 60 ] |
| 2007                                      | Resmungos                                                               | Ferreira Gullar                             | [ 61 ] |
| 2008                                      | Histórias do Rio Negro                                                  | Vera do Val                                 | [ 62 ] |
| 2009                                      | Canalha!                                                                | Fabrício Carpinejar                         | [ 63 ] |
| 2010                                      | Eu Perguntei Pro Velho Se Ele Queria Morrer (E Outras Estórias De Amor) | José Rezende Jr.                            | [ 64 ] |
| 2011                                      | Desgracida                                                              | Dalton Trevisan                             | [ 65 ] |
| 2012                                      | O Destino das Metáforas                                                 | Sidney Rocha                                | [ 66 ] |
| 2013                                      | Diálogos Impossíveis                                                    | Luis Fernando Veríssimo                     | [ 67 ] |
| 2014                                      | Amálgama                                                                | Rubem Fonseca                               | [ 68 ] |
| 2015                                      | Sem Vista para o Mar                                                    | Carol Rodrigues                             | [ 69 ] |
| 2016                                      | Amora                                                                   | Natalia Borges Polesso                      | [ 70 ] |
| 2017                                      | Sul                                                                     | Veronica Stigger                            | [ 71 ] |

### Categoria Autor Revelação Literatura Adulta
Esta categoria foi criada em 1962 e permaneceu até 1994.
| Ano  | Obra                                          | Autor                                         | Ref.                                          |
| 1962 | Deus Aposentado                               | Lenita Miranda de Figueiredo                  |                                               |
| 1963 | Deus da Chuva e da Morte                      | Jorge Mautner                                 |                                               |
| 1964 | Não há registro de premiação para estes anos. | Não há registro de premiação para estes anos. | Não há registro de premiação para estes anos. |
| 1965 | Não há registro de premiação para estes anos. | Não há registro de premiação para estes anos. | Não há registro de premiação para estes anos. |
| 1966 | O Pássaro da Escuridão                        | Eugênia Sereno                                |                                               |
| 1967 | As Três Quedas do Pássaro                     | Maria Geralda do Amaral                       |                                               |
| 1968 | Por Onde Andou Meu Coração                    | Maria Helena Cardoso                          |                                               |
| 1969 | Canto Sem Fim                                 | Romeu Gomes Portão                            |                                               |
| 1970 | O Nariz do Morto                              | Antonio Carlos Villaça                        |                                               |
| 1971 | Espelho Provisório                            | Olga Savary                                   |                                               |
| 1972 | Sargento Getúlio                              | João Ubaldo Ribeiro                           |                                               |
| 1973 | A Trilogia do Emparedado e Outros Contos      | Anna Maria Martins                            |                                               |
| 1974 | O Visitante de Verão                          | Cristina de Queiroz                           |                                               |
| 1975 | A Morte de D. J em Paris                      | Roberto Drummond                              |                                               |
| 1976 | Lavoura Arcaica                               | Raduan Nassar                                 |                                               |
| 1977 | Três Mulheres de Três PPPês                   | Paulo Emílio Sales Gomes                      |                                               |
| 1978 | O Coro dos Contrários                         | José Miguel Wisnik                            |                                               |
| 1979 | Não há registro de premiação para este ano.   | Não há registro de premiação para este ano.   |                                               |
| 1980 | Ioio Pequeno da Várzea Nova                   | Mario Leônidas Casanova                       |                                               |
| 1981 | O Cego e a Dançarina                          | João Gilberto Noll                            |                                               |
| 1982 | As Mulheres de Tijucopapo                     | Marilene Felinto                              |                                               |
| 1983 | Feliz Ano Velho                               | Marcelo Rubens Paiva                          |                                               |
| 1984 | Reconquista                                   | Iola de Oliveira Azevedo                      |                                               |
| 1985 | Tal Brasil, Qual Romance                      | Flora Süssekind                               |                                               |
| 1986 | Tarde Revelada                                | Antonio Fernando de Franceschi                |                                               |
| 1987 | Debussy e Poe                                 | Arthur Rosenblat Nestrovski                   |                                               |
| 1988 | Espelho                                       | Ana Carolina Medeiros Assed                   |                                               |
| 1989 | Páginas Amarelas                              | João Moura Jr.                                |                                               |
| 1990 | Boca do Inferno                               | Ana Miranda                                   |                                               |
| 1991 | Não há registro de premiação para estes anos. | Não há registro de premiação para estes anos. |                                               |
| 1992 | Não há registro de premiação para estes anos. | Não há registro de premiação para estes anos. |                                               |
| 1993 | Não há registro de premiação para estes anos. | Não há registro de premiação para estes anos. |                                               |
| 1994 | Pela Estrada a Fora                           | Leo Cunha                                     |                                               |

## Ganhadores por ano
- Prêmio Jabuti 1959
- Prêmio Jabuti 1960
- Prêmio Jabuti 1961
- Prêmio Jabuti 1962
- Prêmio Jabuti 1963
- Prêmio Jabuti 1964
- Prêmio Jabuti 1965
- Prêmio Jabuti 1966
- Prêmio Jabuti 1967
- Prêmio Jabuti 1968
- Prêmio Jabuti 1969
- Prêmio Jabuti 1970
- Prêmio Jabuti 1971
- Prêmio Jabuti 1972
- Prêmio Jabuti 1973
- Prêmio Jabuti 1974
- Prêmio Jabuti 1975
- Prêmio Jabuti 1976
- Prêmio Jabuti 1977
- Prêmio Jabuti 1978
- Prêmio Jabuti 1979
- Prêmio Jabuti 1980
- Prêmio Jabuti 1981
- Prêmio Jabuti 1982
- Prêmio Jabuti 1983
- Prêmio Jabuti 1984
- Prêmio Jabuti 1985
- Prêmio Jabuti 1986
- Prêmio Jabuti 1987
- Prêmio Jabuti 1988
- Prêmio Jabuti 1989
- Prêmio Jabuti 1990
- Prêmio Jabuti 1991
- Prêmio Jabuti 1992
- Prêmio Jabuti 1993
- Prêmio Jabuti 1994
- Prêmio Jabuti 1995
- Prêmio Jabuti 1996
- Prêmio Jabuti 1997
- Prêmio Jabuti 1998
- Prêmio Jabuti 1999
- Prêmio Jabuti 2000
- Prêmio Jabuti 2001
- Prêmio Jabuti 2002
- Prêmio Jabuti 2003
- Prêmio Jabuti 2004
- Prêmio Jabuti 2005
- Prêmio Jabuti 2006
- Prêmio Jabuti 2007
- Prêmio Jabuti 2008
- Prêmio Jabuti 2009
- Prêmio Jabuti 2010
- Prêmio Jabuti 2011
- Prêmio Jabuti 2012
- Prêmio Jabuti 2013
- Prêmio Jabuti 2014
- Prêmio Jabuti 2015
- Prêmio Jabuti 2016
- Prêmio Jabuti 2017
- Prêmio Jabuti 2018
- Prêmio Jabuti 2019
- Prêmio Jabuti 2020
- Prêmio Jabuti 2021
- Prêmio Jabuti 2022
- Prêmio Jabuti 2023
- Prêmio Jabuti 2024